# インジウム111
インジウム111（Indium-111、111In）は、インジウム（In）の放射性同位体である。電子捕獲により半減期2.8日で安定なカドミウム111に崩壊する。塩化インジウム111（111InCl）溶液は、国際原子力機関（IAEA）が推奨する方法で、カドミウム（112Cd(p,2n)または111Cd(p,n)）にサイクロトロンで陽子を照射して製造される。前者の方法は放射性核種の純度が高い為、より一般的に用いられている。 
インジウム111は、分子や細胞を放射性標識することにより、放射線医学による画像診断によく用いられる。インジウム111は、放射性崩壊の際に低エネルギーのガンマ（γ）線を放出し、平面または単一光子放出コンピュータ断層撮影法（SPECT）のガンマカメラで画像化する事が出来る（一次エネルギー（ε）は171.3keV（91％）および245.4keV（94％））。 

## 放射線医学での応用
111InCl溶液として調製されたものは、抗体やペプチド等の分子標的タンパク質や他の分子と結合させる事が可能である。通常は、キレート剤を使用して放射性核種（この場合は111In）を標的分子に結合させて標識とし、目的の製品に合わせて調製する。

### 111In標識抗体
- イブリツモマブ チウキセタン — リンパ腫に対する90Y免疫療法前の照射線量推定に使用する
- インジウム (111In) カプロマブペンデチド（英語版） — 前立腺癌の造影に用いる前立腺特異的膜抗原（英語版）（PSMA）抗体

### 111In標識ペプチド
- 111In-ペンテトレオチド（別名：111In (diethylenetriaminopentaacetic/DTPA)-(octreotide), 111In-オクトレオチドDTPA)
  - Octreotideは、ソマトスタチン受容体阻害薬であり、ソマトスタチン受容体2および5に高い親和性で結合し、受容体の正常な機能を阻害する。本薬は、ソマトスタチン受容体が過剰に発現または活性化している幾つかの神経内分泌腫瘍の治療薬として使用される。その例を以下に挙げる。 
    - 交感神経系腫瘍：褐色細胞腫、神経芽細胞腫、神経節細胞腫、傍神経節腫
    - 消化管・膵（GEP）腫瘍：カルチノイド、インスリノーマ
    - 甲状腺髄様癌、下垂体腺腫、小細胞肺癌

  - 111In-ペンテトレオチド造影により、ソマトスタチン受容体2,5の存在、発現レベル、病状の程度、治療に対する反応を確認出来る

111Inは、血液細胞や成分を標識する目的で、111In-オキシキノリンとしても製剤化出来る
- 血小板標識 — 血栓検出
- 白血球標識 — 炎症や膿瘍の局在確認、骨髄炎の検出とモニタリング、真菌性動脈瘤の検出、血管グラフトやシャントの感染症の検出、白血球の動態確認[5]

## 参考資料
1. ↑   Table of Radionuclides, Vol. 3. Bureau international des poids et mesures. (2006). p. 75. ISBN 92-822-2218-7 2017年6月26日閲覧。
2. 1 2  “FDA Label Document:Indium In-111 Chloride Sterile Solution”. www.accessdata.fda.gov. 2018年8月20日閲覧。
3. ↑  Takács, S.; Tárkányi, F.; Hermanne, A. (Dec 2005). “Validation and upgrading of the recommended cross-section data of charged particle reactions: Gamma emitter radioisotopes”. Nuclear Instruments and Methods in Physics Research Section B: Beam Interactions with Materials and Atoms 240 (4):  790–802. doi:10.1016/j.nimb.2005.06.209. ISSN 0168-583X.
4. ↑  “PubChem In-111 Oxyquinoline”. pubchem.ncbi.nlm.nih.gov. 2018年8月20日閲覧。
5. ↑  “IN-111 FACT SHEET”.   Nordion(Canada), Inc.. 2011年12月3日時点のオリジナルよりアーカイブ。2012年9月23日閲覧。